# Дидино (Кировская область)
Дидино — деревня в Юрьянском районе Кировской области России. Входит в состав Загарского сельского поселения.

## География
Деревня находится на севере центральной части Кировской области, в подзоне средней тайги, на расстоянии приблизительно 32 километров (по прямой) к юго-востоку от посёлка городского типа Юрья, административного центра района. Абсолютная высота — 160 метров над уровнем моря.
Климат
Климат характеризуется как континентальный, умеренно холодный. Среднегодовая температура — 1,5 °C. Средняя температура воздуха самого холодного месяца (января) составляет −14,2 °C (абсолютный минимум — −47 °С); самого тёплого месяца (июля) — 17,8 °C (абсолютный максимум — 37 °С). Безморозный период длится в течение 103—110 дней. Годовое количество атмосферных осадков — 583—621 мм. Снежный покров держится в течение 168—172 дней.

## Население
| 2010 |
| ---- |
| 13   |

Половой состав
По данным Всероссийской переписи населения 2010 года в гендерной структуре населения мужчины составляли 38,5 %, женщины — соответственно 61,5 %.
Национальный состав
Согласно результатам переписи 2002 года, в национальной структуре населения русские составляли 100 % из 25 чел.